# Erik Trolle
För andra betydelser, se Erik Trolle (olika betydelser).
Erik Trolle, till Fånö, Ekholmen och Lagnö, född omkring 1460, död 1529 eller 1530, var en svensk kyrkoman, lagman, riksråd 1487 och riksföreståndare 1512. Han var son till Arvid Trolle och Kristina Jönsdotter Gädda (död 1465), samt far till ärkebiskop Gustaf Trolle.
Trolle blev immatrikulerad vid universitetet i Rostock 1480, nämns som väpnare 1485, sadlade om från sin kyrkliga karriär och blev riksråd 1487. Han sympatiserade till en början med unionskungen Hans, men gick efter dennes fall över till riksföreståndaren Svante Nilsson (Sture). Han valdes 18 maj 1512 av riksrådet till riksföreståndare, men valet omintetgjordes av Sten Sture den yngre i mötet i Stockholm 1512 i juli. Trolle deltog därefter inte aktivt i rikspolitiken men blev lagman i Närke och Uppland. Efter upproret mot Kristian II 1521, flydde han till Danmark 1523, men återvände 1527. Han levde 27 augusti 1529 men dog kort därefter. Han blev begravd i Nynäs-graven, Bälinge kyrka, Södermanland.
Giftermål
1. Ingeborg Filipsdotter, bröllop i Fållnäs 30 september 1487, dotter till Filip Axelsson (Tott) och Ermegard Eggertsdatter (Frille)
2. Karin Eriksdotter (Gyllenstierna), bröllop omkring 1512, dotter till Erik Eriksson (Gyllenstierna) d.y. och Anna Karlsdotter (Vinstorpaätten).

Barn med Ingeborg Filipsdotter (Tott)
1. Gustav Trolle (1488–1535), ärkebiskop.
2. Kristina Trolle, drunknade i Mälaren 1495 (cirka sex år gammal)
3. Ermegård Trolle, drunknade i Mälaren 1495 (cirka sex år gammal)
4. En son, dog som ung
5. Erik Trolle, levde 1511

Enligt Personhistorisk tidskrift, sjätte årgången 1904, så drunknade hans hustru Ingeborg Filipsdotter med 3 av deras barn i Mälaren mellan Ekholmen och Lagnö 1495.
Barn med första eller andra hustrun
1. Joakim Eriksson Trolle (död efter 1537)

Barn med Karin Eriksdotter (Gyllenstierna) af Lundholm (död före 12 mars 1562)
1. Beata Trolle (död 13 april 1591) i Steninge slott, gift med Gabriel Kristiernsson (Oxenstierna)
2. Ingeborg Trolle (död 1590), gift med Nils Ryning, begravd i Aspö kyrka